# Tetragnatha piscatoria
Tetragnatha piscatoria là một loài nhện trong họ Tetragnathidae.
Loài này thuộc chi Tetragnatha. Tetragnatha piscatoria được Eugène Simon miêu tả năm 1897.